# 斗米村
斗米村（とまいむら）は、昭和30年（1955年）まで岩手県二戸郡の北東部に存在していた村。
現在の二戸市上斗米・下斗米・米沢にあたる。

## 地理
- 河川：馬淵川

## 沿革
- 明治22年（1889年）4月1日 - 町村制施行にともない、上斗米村・下斗米村・米沢村の計3か村が合併して斗米村が発足[1]。
- 昭和30年（1955年）3月10日 - 福岡町・石切所村・御返地村・爾薩体村と合併し、新制の福岡町となる。

## 行政
| 代      | 氏名       | 就任                       | 退任                       | 備考 |
| ------- | ---------- | -------------------------- | -------------------------- | ---- |
| 1 - 2   | 堀野市太郎 | 明治22年（1889年）6月4日   | 明治30年（1897年）6月3日   |      |
| 3 - 4   | 三浦吉賢   | 明治30年（1897年）8月11日  | 明治34年（1901年）12月30日 |      |
| 5 - 11  | 坂本寿人   | 明治35年（1902年）6月2日   | 昭和3年（1928年）3月29日   |      |
| 12      | 吉田初蔵   | 昭和3年（1928年）4月28日   | 昭和5年（1930年）11月22日  |      |
| 13      | 米屋綱蔵   | 昭和6年（1931年）2月11日   | 昭和6年（1931年）12月18日  |      |
| 14      | 熊谷良治   | 昭和6年（1931年）12月21日  | 昭和10年（1935年）12月8日  |      |
| 15      | 米屋綱蔵   | 昭和10年（1935年）10月27日 | 昭和12年（1937年）2月18日  | 再任 |
| 16 - 18 | 坂本省三   | 昭和12年（1937年）4月5日   | 昭和21年（1946年）11月7日  |      |
| 19 - 20 | 米沢茂人   | 昭和22年（1947年）4月15日  | 昭和30年（1955年）3月9日   |      |